# Fonderie ghisa Spoleto
Fonderie ghisa Spoleto S.p.a. è stato uno stabilimento impiantato nel 1963 a Spoleto; produceva e vendeva all'ingrosso raccordi in ghisa malleabile. Rappresentò uno dei più grandi centri fusori di ghisa italiani. Il suo insediamento contribuì a contenere la disoccupazione nel comprensorio, dopo la chiusura delle miniere di Spoleto. 
Nel corso degli anni diversificò la produzione realizzando anche getti di ghisa per impianti elettrici e componenti destinate al mercato auto-motoristico. 

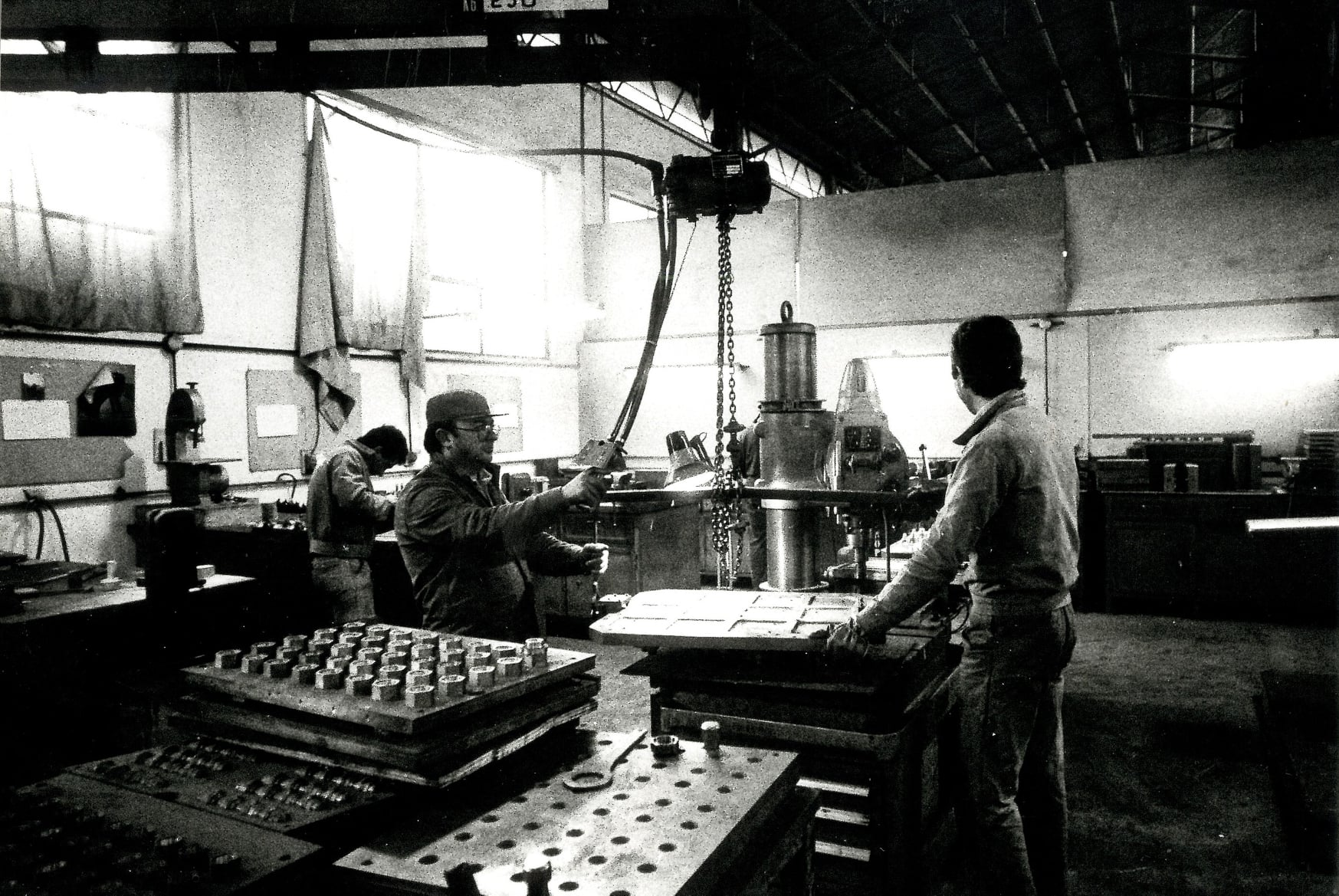
Reparto formatura. Anni '70

Cambiò più volte assetti proprietari, societari e denominazioni, fino alla chiusura avvenuta nel giugno 2020, causa fallimento. 
Localmente era noto come La Pozzi; a partire dal 2001 è noto come La ex Pozzi.

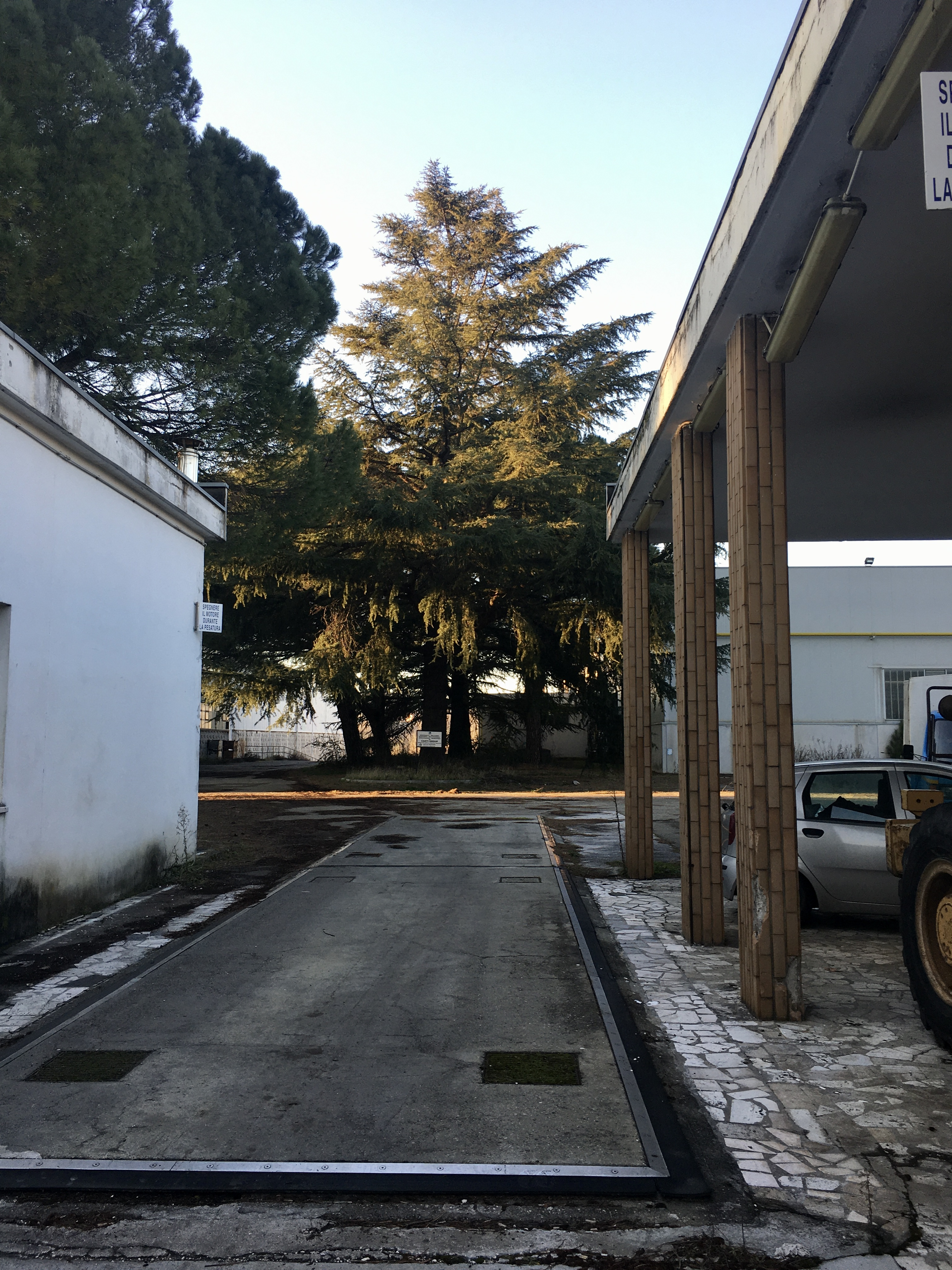
Ingresso, gennaio 2021

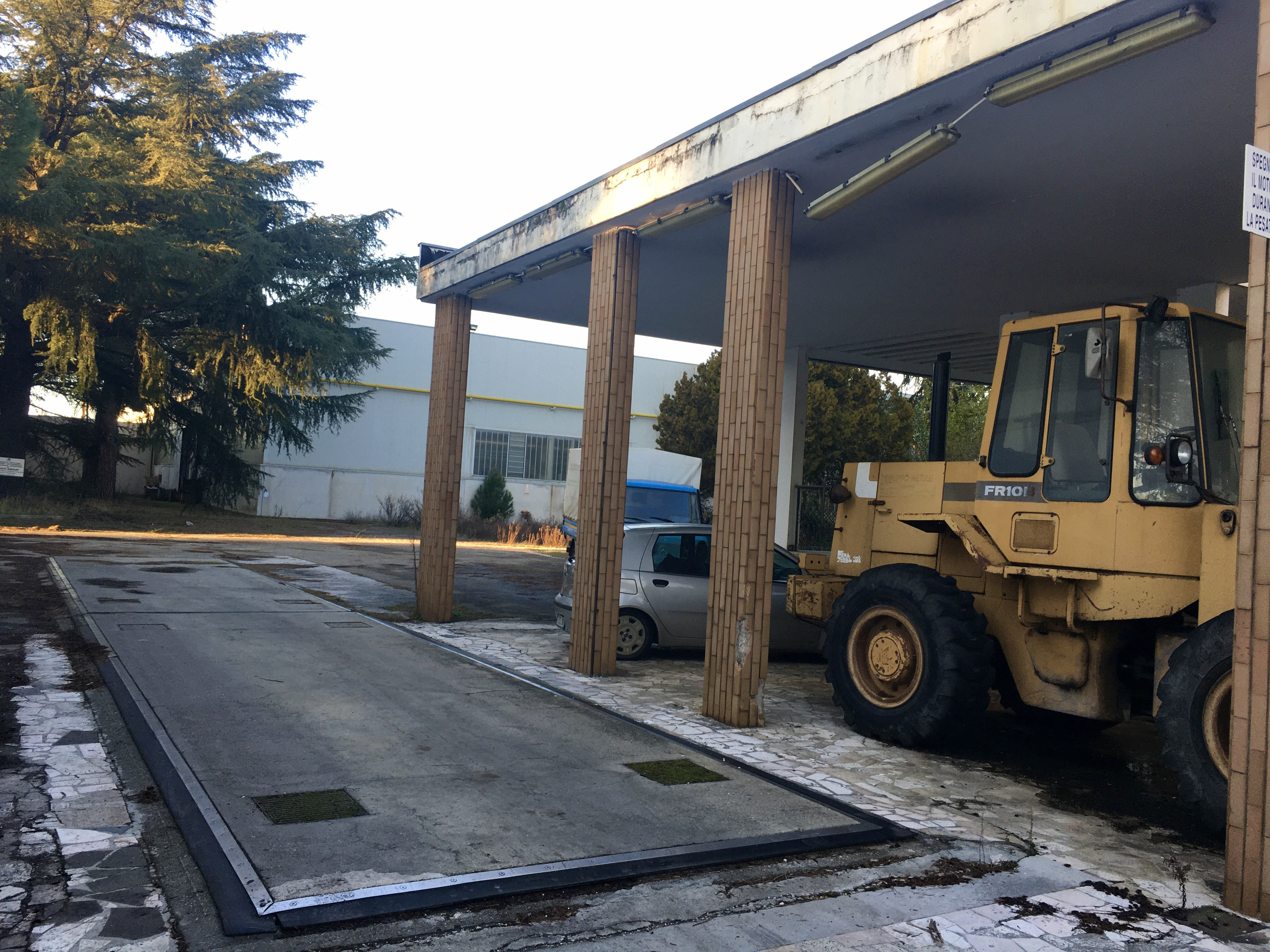
La Pozzi, gennaio 2021

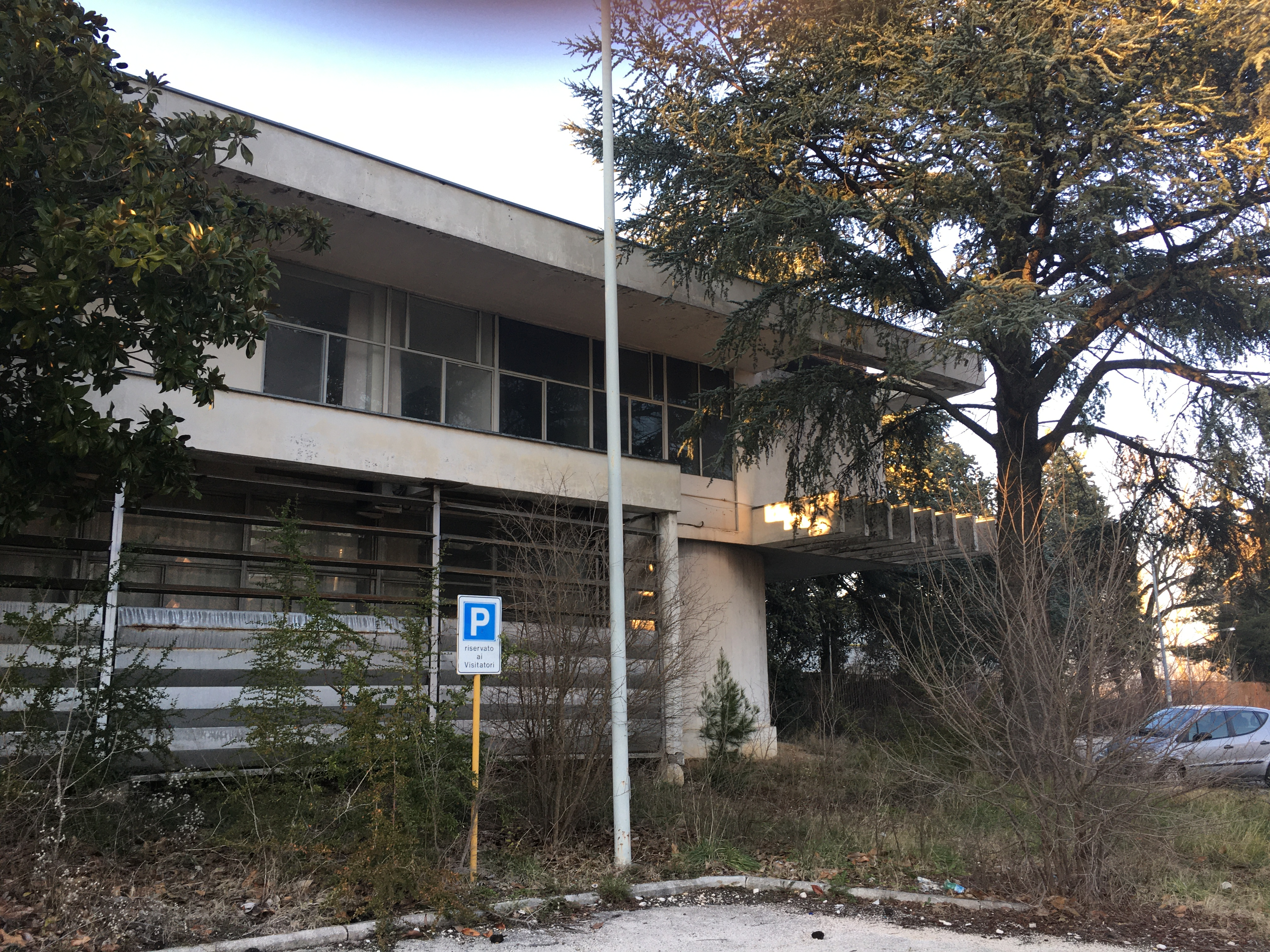
La Pozzi, gennaio 2021

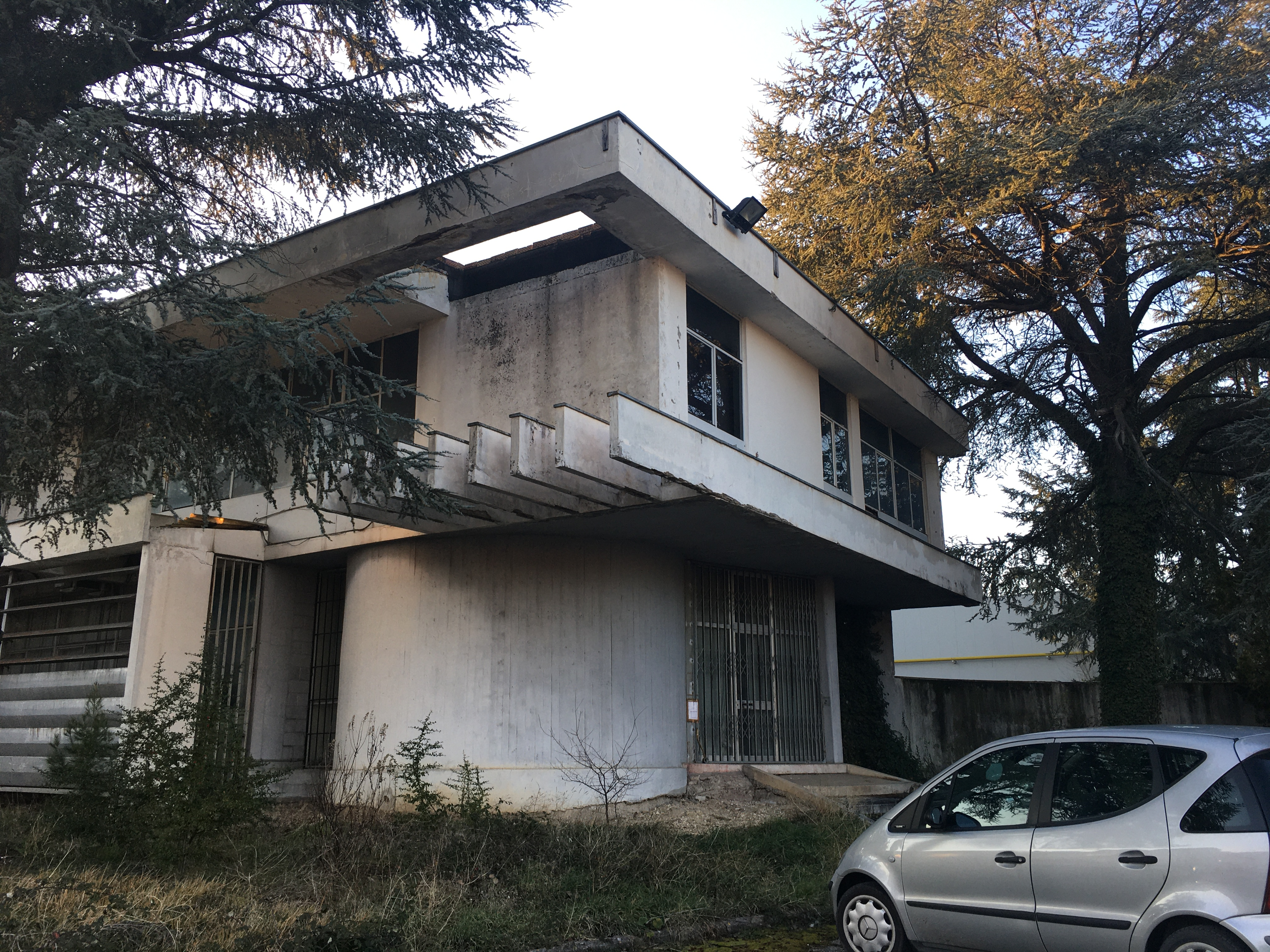
La Pozzi, gennaio 2021

## La storia

### Fonderie ghisa Spoleto S.p.a.
La decisione di impiantare una fabbrica di ghisa a Spoleto venne presa in seguito allo smantellamento del reparto ghisa malleabile delle Acciaierie di Terni che terminavano la produzione polisettoriale per concentrarsi sulle commesse delle centrali elettriche. La sede per il nuovo stabilimento venne individuata nella zona industriale di Santo Chiodo e occupò circa tredici ettari; le risorse investite furono di un miliardo e mezzo di lire; 400 i posti di lavoro creati. Fu inaugurato il 18 aprile 1963 come ramo produttivo delle Fonderie e smalterie Genovesi, un'azienda del Gruppo Pozzi con sede legale a Milano. 
Nel 1972 un imprenditore, il ragionier Raffaele Ursini, acquisì il 50,1% del Gruppo Pozzi attraverso complessi passaggi azionari riconducibili a Michele Sindona, amicizia nata quando entrambi erano affiliati alla loggia massonica Giustizia e libertà; l'anno dopo acquisì anche il 50,1% della Richard Ginori. Ursini riorganizzò entrambi i gruppi accorpando le attività produttive omogenee in quattro diverse società: Pozzi-Ginori per le ceramiche, Porcellane Richard-Ginori, Ceramiche industriali e Fonderie smalterie genovesi; le fuse nel 1975 per dare vita a un'unica grande struttura: la Società ceramica italiana Pozzi-Richard Ginori con circa 9500 dipendenti in diverse regioni italiane. Il fallimento del Gruppo Ursini (che comprendeva anche le aziende Liquigas, Liquichimica, SAI, ecc.) e l'arresto con l'accusa di truffa dello stesso Ursini nel luglio 1978, precipitò la Società italiana Pozzi-Ginori in una grave crisi che ebbe pesanti ripercussioni sullo stabilimento spoletino nel biennio 1979-1980: furono licenziati molti operai, altri furono messi in cassa integrazione; seguì un lungo periodo di chiusura e la messa in liquidazione della fabbrica. 
La città di Spoleto si unì compatta a sostegno dello stabilimento, in difesa del sistema produttivo cittadino e dei livelli occupazionali, organizzò scioperi generali e manifestazioni. Il Gruppo Pozzi-Ginori non mise in campo le soluzioni finanziarie e produttive auspicate, volte alla riqualificazione e alla continuità aziendale, ma si limitò a sollecitare interventi statali che si concretizzarono nel 1982-83 con l'intervento del Cipe (Comitato interministeriale per la programmazione economica) e la partecipazione diretta della Gepi SpA (Società per le Gestioni e Partecipazioni Industriali).

### Raccordi Pozzi Spoleto S.p.a
La Raccordi Pozzi Spoleto SpA si costituì nel luglio 1985; i soci promotori furono la Gepi SpA,  con una quota del 75%, e ancora la Pozzi-Richard Ginori Spa, con una quota del 25%, poi trasferita alla nuova holding Finanziaria Pozzi Ginori SpA controllata dal gruppo Ligresti. Il nuovo assetto proprietario garantì la continuità produttiva dei raccordi in ghisa malleabile, ma reimpiegò solamente 200 degli 800 dipendenti della Fonderia Ghisa Spoleto SpA. Successivamente, soprattutto a causa della concorrenza italiana e non solo, lo stabilimento diversificò la produzione aprendo anche al settore dei tubi in ghisa e in materie plastiche.

### Casti Group
Tra il 1991 e il 1992 di nuovo la fonderia passò di proprietà: i fratelli Claudio e Gianfranco Castiglioni, titolari della Cagiva SpA, della Fonderia Ferriere di Dongo (ex Falck, unico altro produttore nazionale di raccordi) e di altre attività nel nord d'Italia, rilevarono sia la quota della Finanziaria Pozzi Ginori SpA, sia la quota di maggioranza detenuta dalla Gepi SpA. L'obiettivo dei Castiglioni era quello di razionalizzare il settore dei raccordi e concentrarne la produzione, affinché fosse economicamente più solida e competitiva con le importazioni. Ammodernò i vecchi impianti per elevare gli standard di qualità dei prodotti a favore dell'industria meccanica e edile, ma non sottopose mai a ristrutturazione e bonifica il capannone della ghisa, nemmeno negli anni successivi, nonostante la presenza di amianto nelle strutture.

### Industrie Metallurgiche Spoleto - Alluminio Spoleto SpA
Nel 2000, d'accordo con i sindacati, il Gruppo Casti scorporò lo stabilimento di Spoleto in due unità operative riconducibili a due società: le Industrie Metallurgiche Spoleto SpA (conosciute anche con l'acronimo Ims) e la Raccordi Pozzi Spoleto SpA che contava un ramo produttivo anche a Dongo. Nella stessa area di Santo Chiodo, in un nuovo capannone, venne inaugurata la nuova linea di produzione dedicata all'alluminio, con l'innovativa tecnologia Lost-Foam, alla presenza del ministro dello sviluppo economico Enrico Letta.
Fu così che dalla Raccordi Pozzi Spoleto SpA, un vecchio opificio che lavorava ghisa, derivò la Alluminio Spoleto SpA, una moderna fabbrica per la realizzazione di manufatti leggeri in alluminio,  mentre l'Ims continuò a lavorare la ghisa. Per il nuovo progetto la Casti Group ottenne cospicui contributi regionali sulla base di un piano aziendale che prometteva seicento nuovi posti di lavoro.
Ma ancora nel 2003 le assunzioni erano molto inferiori alla misura annunciata e non aumentarono in modo significativo negli anni successivi. 
Nonostante tutto, nella seconda metà degli anni 2000, l'azienda spoletina tornò su livelli produttivi di eccellenza, confermandosi uno dei motori trainanti dell'occupazione locale, con circa 300 lavoratori a tempo indeterminato e 90 a tempo determinato. Castiglioni nel 2000 aveva acquisito la Franco Tosi Meccanica S.p.A e nel 2003 il marchio Isotta Fraschini, acquisti che favorirono la produzione di componentistica in alluminio per auto e motori d'auto, negli stabilimenti di Spoleto e Dongo.
Per rilanciare il mitico simbolo automobilistico delle auto di lusso e la loro favolosa storia iniziata ai primi del '900, l'industriale varesino variò la denominazione e la ragione sociale degli stabilimenti dedicati all'alluminio: si passò da Alluminio Spoleto SpA, a Isotta Fraschini Fonderie Alluminio S.p.A. (IFFA S.p.A.), a Isotta Fraschini S.p.a., a Isotta Fraschini S.r.l., con sede legale a Spoleto e sedi produttive a Spoleto e Dongo.

### La crisi
Nel 2010 lo stabilimento Isotta Fraschini di Dongo manifestò i primi segnali di crisi: tutti i dipendenti furono messi in cassa integrazione guadagni straordinaria per un anno. 
Al polo di Spoleto la crisi dell'economia mondiale fece sentire i suoi effetti nell'estate 2011: si verificarono importanti ritardi nel pagamento degli stipendi, giustificati con il mancato incasso di una grossa commessa (circa 1,2 milioni di euro) già consegnata al committente, una nota fabbrica automobilistica europea. Oltre agli stipendi, la mancanza di liquidità compromise l'approvvigionamento delle materie prime, necessarie alla produzione, e il pagamento delle utenze; i magazzini erano vuoti, il comparto dell'alluminio completamente fermo, senza prospettive di ripresa. A fine agosto i 300 operai furono messi in cassa integrazione e i 90 posti a tempo determinato furono tagliati. Seguirono scioperi generali, mobilitazioni cittadine, cortei e incontri istituzionali durante tutto il 2012, con interruzioni e riprese a singhiozzo dell'attività nel solo comparto ghisa. 
Entrambe le società Industrie Metallurgiche Spoleto e Isotta Fraschini presentarono nel settembre 2012 distinti ricorsi al Tribunale di Spoleto con il piano aziendale e la proposta di concordato preventivo, che il tribunale autorizzò l'anno seguente. Sembrò possibile superare lo stato di crisi e porre le condizioni per un nuovo sviluppo aziendale; nell'estate del 2013 qualcosa si rimise in moto nella sola Ims, riprese il lavoro e gli stipendi furono pagati puntualmente. Il piano prevedeva la possibilità di cedere le aziende entro un biennio, mantenendo la continuità produttiva e tutelando i livelli occupazionali. La Casti Group si mise a caccia di nuovi e freschi capitali, ma tutte le strategie messe in atto per uscire dalle procedure di concordato naufragarono: impianti vecchi di oltre 35 anni, bisognosi di interventi di manutenzione straordinaria, e soprattutto le necessarie ma onerose opere di bonifica del suolo, rendevano l'affare poco appetibile.

### Lo scandalo finanziario
La notizia arrivò nel giugno 2014 come un fulmine a ciel sereno sul futuro della fabbrica e degli operai: arrestati a Varese Gianfranco Castiglioni e i vertici della Casti Group per frode fiscale. L'accusa riguardava una lunga serie di illeciti compiuti nel periodo 2004 - 2013, con profitto quantificato in 63 milioni di euro; coinvolte tutte le società controllate dal gruppo, usate per evadere le imposte e per ottenere indebiti rimborsi Iva attraverso false fatture infragruppo. Seguirono provvedimenti disposti dal gip di Spoleto al termine di un'indagine durata circa due anni: sequestro delle quote sociali, del patrimonio immobiliare della famiglia, di yacht, conti correnti e macchine di lusso per un valore di 30 milioni di euro. 
Lo scandalo fece precipitare Spoleto e Dongo in una situazione drammatica, aggravata dalla revoca della domanda di concordato presentata nel settembre 2012. Tutta l'economia del comprensorio spoletino, già gravemente penalizzato da precedenti chiusure di realtà produttive come le Arti grafiche Panetto & Petrelli e le Industrie Minerva S.p.a., risentì pesantemente dell'aumento della disoccupazione. 
La decapitazione della Casti Group fece scattare la procedura di amministrazione straordinaria con la nomina di tre commissari; prima di procedere ad azioni di risanamento, lavorarono per attivare gli ammortizzatori sociali e per risolvere i problemi legati agli stipendi arretrati, questione di non facile soluzione, dato il blocco dei conti correnti della Casti Group.

### Definitiva chiusura della ex Pozzi
Commissari e maestranze si impegnarono per non perdere commesse preziose (consistente quella della FIAT), per mantenere attiva la fabbrica e favorire la cessione del sito di Spoleto.
Nel 2015 gruppi industriali manifestarono interesse per le due aziende; altri interessamenti, anche da parte di imprenditori locali, si registrarono negli anni successivi, ma non si concretizzarono mai in offerte vincolanti. Andò a buon fine soltanto la cessione del ramo Isotta Fraschini di Dongo a una multinazionale cinese nel 2018.
Avendo mancato l'obiettivo della cessione, la procedura di amministrazione controllata che, grazie a interventi normativi avvenuti nel tempo, era durata più di cinque anni, venne chiusa.
Dopo oltre 57 anni di storia, la ex Pozzi, che al suo apice produttivo impiegava circa 450 persone e lavorava per colossi quali Fiat e Opel, si avviò verso il fallimento.
La fine per i 160 operai rimasti, sostenuti per circa sei anni dagli ammortizzatori sociali, venne scritta dal Tribunale di Spoleto il 9 giugno 2020. 
Scomparve così un altro pezzo della storia industriale spoletina, vittima di spregiudicati immobiliaristi, banchieri e imprenditori.